# Paz Castelló
Paz Castelló Alberola (Novelda, 7 de agosto de 1970), conocida también por el pseudónimo Nina Sweet Paz Castelló es Nina Sweet, es una escritora y periodista, licenciada en Derecho, ganadora en el año 2018, del Galardón Letras del Mediterráneo en la modalidad de Narrativa, con su novela, Dieciocho meses y un día (Umbriel).

## Biografía
Paz Castelló Alberola nació en la localidad alicantina de Novelda, el 7 de agosto de 1970. Es la quinta de seis hermanos y cuando ella tenía nueve meses, su familia se instaló en Alicante. Desde niña dio muestras de su inclinación artística con sus primeros escritos y su incursión en el teatro. Nada más cumplir la mayoría de edad compaginó sus estudios de Derecho, en la Universidad de Alicante, con su trabajo de locutora en los 40 Principales de su ciudad. Fue en la Cadena SER donde empezó su carrera dentro del mundo de la comunicación. En el año 2019 cumplió 30 años en el sector, donde ha trabajado para medios de comunicación como la Cadena SER, Onda Cero o Ràdio 9, así como para empresas e instituciones como Hércules C.F, Ayuntamiento de Alicante , Ayuntamiento de San Vicente del Raspeig, y en la Administración de Justicia, entre otras.
La literatura siempre ha sido una de sus ocupaciones, pero no fue hasta 2009 cuando comenzó a publicar sus escritos en su página web con una excelente aceptación de los lectores de habla hispana por todo el mundo.
En 2013 publicó su primera novela, La muerte del 9 (Turpial) sorprendiendo con un estilo reivindicativo a la vez que dinámico, elegante y cuidado. A su primera novela le han seguido: Mi nombre escrito en la puerta de un váter (Umbriel, 2017), Dieciocho meses y un día (Umbriel, 2018), La llave 104 (Umbriel, 2019) Ninguna de nosotras tendrá compasión (Ediciones B, 2021), Lo Prohibido, bajo el pseudónimo de Nina Sweet que utiliza para sus novelas del género suspense romántico (Titania, 2024) con una excelente acogida entre los lectores.
Sus obras no escapan a una profunda visión crítica del mundo, desarrollada a lo largo de los años por su labor periodística, y mantienen un perfecto equilibrio entre misterio y sensibilidad.
Está casada y es madre de dos hijos.

## Obras literarias
- Lo Prohibido. (firmado como Nina Sweet). Titania 2024 7
- Ninguna de nosotras tendrá compasión. Ediciones B. 2021[3]
- La llave 104. Ediciones Umbriel. 2019[4]
- Dieciocho meses y un día. Ediciones Umbriel. 2018[5]
- Mi nombre escrito en la puerta de un váter. Ediciones Umbriel. 2017[6]
- La muerte del 9. Turpial. 2013

## Premios y distinciones
En 2018 recibió el Galardón Letras del Mediterráneo que otorga la Diputación de Castellón, en la modalidad de Narrativa, por su novela acerca de la violencia de género, Dieciocho meses y un día (Umbriel).
En 2019 recibió el Premio a la Comunicación, “Un soplo de aire”, por difundir y contribuir a poner en valor el papel de la mujer en los medios de comunicación otorgado por el Aula de la Mujer del ISCE (Instituto Superior de Ciencias y Educación) con motivo de la celebración del 8 de marzo “Día Internacional de la Mujer”.
En 2022 recibió el premio a la Cultura Alicantina Miguel Hernández que otorga la Diputación de Alicante, en la modalidad de Innovación de la cultura a través de las tecnologías de la información y comunicación (categoría Libros y Literatura) tras lanzar sus cuatro primeras novelas en formato audiolibro.